# Conferentie van Londen (1830)

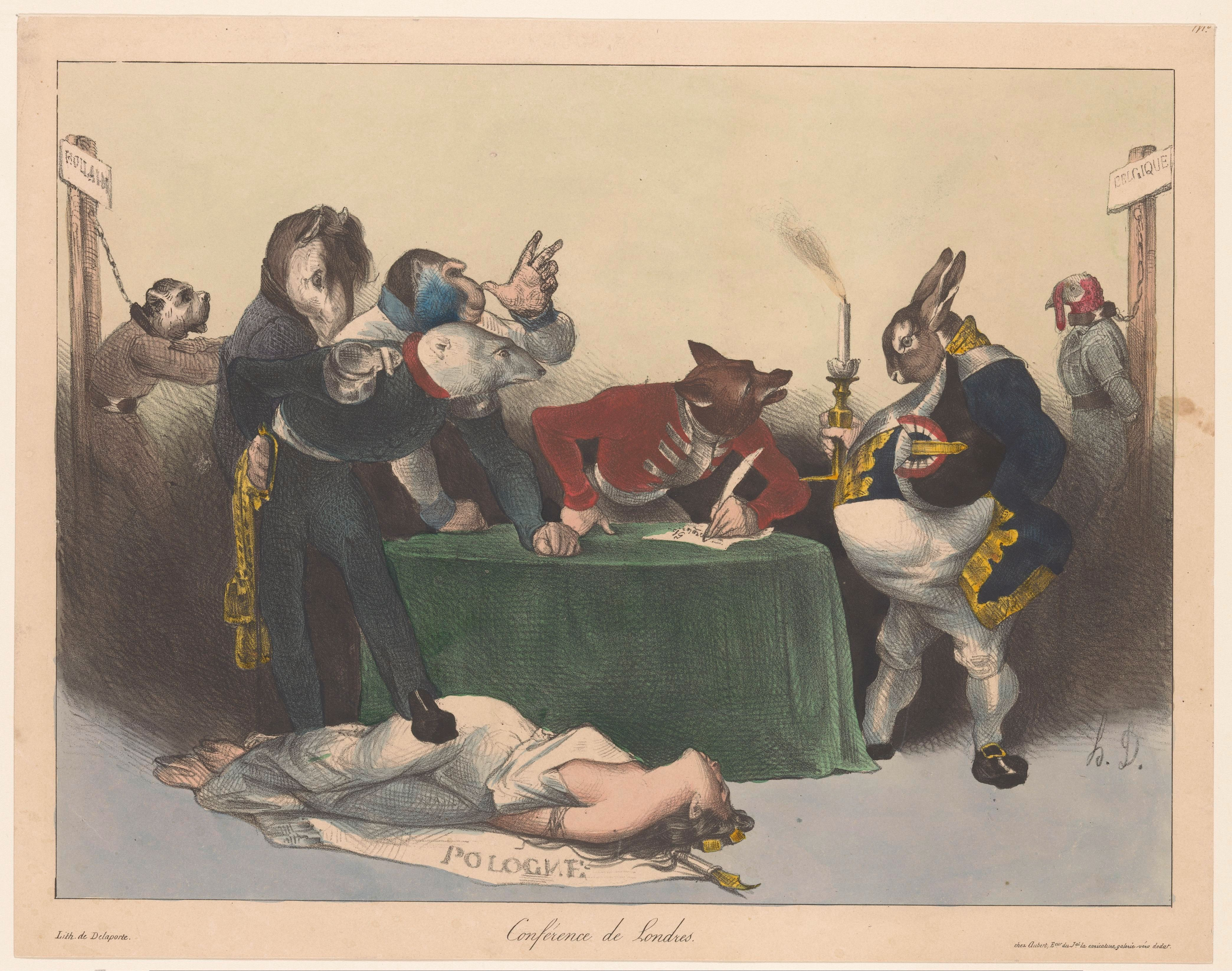
Lithografie van de conferentie in Londen van 1830 door Honoré Daumier. De antropomorfe personages vertegenwoordigen Pruisen, Oostenrijk, Rusland, Groot-Brittannië en Frankrijk die een tekst bediscussiëren, terwijl de personages voor Nederland en België aan de zijlijn staan.

Op de Conferentie van Londen, die liep van 1830 tot 1833 en van 1838 tot 1839, regelden de vijf Europese grootmachten (Verenigd Koninkrijk, Frankrijk, Pruisen, Oostenrijk en Rusland) de gevolgen van de Belgische Revolutie en de opdeling van het Verenigd Koninkrijk der Nederlanden. Ze aanvaardden met tegenzin het opbreken van de in 1815 gecreëerde bufferstaat en legden nieuwe voorwaarden op die het machtsevenwicht moesten vrijwaren, in het bijzonder wat betreft de staatsvorm, de koningskeuze en de neutraliteit van het onafhankelijke België. Slechts met veel moeite konden ze de wederzijdse territoriale eisen trancheren door Limburg en Luxemburg op te splitsen. België moest de controle over oostelijk Limburg en oostelijk Luxemburg afstaan: het eerste gebied werd bij Nederland gevoegd en het tweede bleef in een personele unie verbonden met de Nederlandse koning. Ook de verdeling van de staatsschuld en de vaarregeling op de Schelde kwamen aan bod. Koning Willem I der Nederlanden weigerde de XVIII artikelen die de Conferentie op 26 juni 1831 voorstelde en probeerde met de Tiendaagse Veldtocht een militaire oplossing te forceren. Hoewel dit door Frans ingrijpen mislukte, bood de Conferentie hem verbeterde voorwaarden in de XXIV-artikelen. Dit verdrag werd op 15 november 1831 ondertekend door de vijf mogendheden en België, maar Willem I weigerde opnieuw. Toen hij uiteindelijk in 1838 zijn volhardingspolitiek opgaf, duurde het door Belgisch verzet nog tot 19 april 1839 vooraleer het Verdrag van Londen het werk van de Conferentie bekroonde. 

## Werking
In de geest van de geallieerde diplomatie uit het napoleontische tijdperk vertrok de Conferentie van Londen vanuit het gedeelde idee dat de mogendheden gemeenschappelijke belangen hadden. Het Concert van Europa waakte over het machtsevenwicht. Er bestond geen vastomlijnde werkwijze. Het Belgisch-Nederlandse probleem werd opgesplitst in deelproblemen, waarvan de oplossing werd vastgelegd in protocollen die bij unanimiteit werden uitgewerkt. Dit waren de enige geschreven documenten, de rest bleef geheim.
De leden van de Conferentie werkten met veel autonomie, die niettemin werd ingeperkt door het besef dat ratificatie van het eindresultaat kon worden geweigerd. De belangrijkste personen waren prins Talleyrand en Lord Palmerston (tot 16 november Wellington). Pruisen was vertegenwoordigd door ambassadeur Heinrich von Bülow, Oostenrijk door baron Johann von Wessenberg en prins Esterhazy, en Rusland door prins Lieven en graaf Matuszevic. Voor België was Sylvain Van de Weyer de verbindingsman, gesteund door een diplomatiek comité.

## Tijdlijn
- In hun Protocol nr. 1 van 4 november 1830 vragen de mogendheden een wapenstilstand en de terugtrekking van de troepen achter een bestandslijn overeenstemmend met de grenzen die golden vóór het Verdrag van Parijs van 1814.
- Het Voorlopig Bewind vormt bij besluit van 20 november 1830 een diplomatiek comité bestaande uit Van de Weyer, de graaf van Celles, de graaf van Aarschot, Destriveaux en Nothomb.
- Het Protocol nr. 2 van 21 november 1830 stelt vast dat de aanvaarding van het eerste protocol een engagement inhoudt.
- Het Protocol nr. 7 van 20 december 1830 stelt vast dat de scheiding onvermijdelijk is en dat regelingen moeten worden getroffen voor de toekomstige onafhankelijkheid van België, maar wijst Luxemburg toe aan de Nederlandse koning, zonder afbreuk aan de rechten van de Duitse Bond.
- Op 22 december 1830 protesteert Nederland bij monde van Falck tegen de principiële aanvaarding van de onafhankelijkheid boven een bestuurlijke scheiding.
- Het Protocol nr. 10 van 9 januari 1831 beveelt de wederzijdse deblokkade van de Schelde en Maastricht.
- Op 16 januari 1831 presenteert Talleyrand in Parijs zijn verdelingsplan. De andere mogendheden hebben lucht van de Franse intriges en maken vaart.
- Het Protocol nr. 11 van 20 januari 1831 bepaalt dat Nederland binnen de grenzen van de Republiek der Verenigde Provinciën van 1790 zal bestaan en België uit de rest van het gebied in 1815 toegewezen aan het Verenigd Koninkrijk der Nederlanden, met uitzondering van Luxemburg. Enclaves zullen worden uitgewisseld.
- Het Protocol nr. 12 van 27 januari 1831 verklaart dat de Belgische soeverein moet beantwoorden aan dezelfde bestaansprincipes die aan het land zelf zijn opgelegd.
- Het Nationaal Congres verwerpt op 1 februari 1831 de Grondslagen van de Scheiding (gevoegd bij de Protocollen nrs. 11 en 12).
- Het Protocol nr. 14 van 1 februari 1831 (slechts ad referendum ondertekend door Talleyrand) verklaart dat de Belgische koning niet uit een van de vorstenhuizen van de vijf mogendheden mag komen.
- Het Protocol nr. 15 van 7 februari 1831 wijst de kandidatuur van de hertog van Leuchtenberg af.
- Op 17 februari weigert koning Louis-Philippe de Belgische kroon die de hertog van Nemours is aangeboden.
- Het Protocol nr. 18 van 18 februari 1831 stelt vast dat koning Willem I instemt met de Grondslagen van de Scheiding
- Op 24 februari 1831 wordt Surlet de Chokier aangesteld als regent.
- Op 27 maart 1831 wordt Van de Weyer opgevolgd door Lebeau.
- Het Protocol nr. 21 van 17 april 1831 neemt akte van het feit dat de Franse minister van Buitenlandse Zaken Périer het Protocol nr. 12 onvoorwaardelijk goedkeurt.
- Het Protocol nr. 22 van 17 april 1831 waarschuwt België dat zijn relaties met de Conferentie zullen eindigen als het de Grondslagen van de Scheiding niet accepteert.
- Het Protocol nr. 23 van 10 mei 1831 eist dat België de Grondslagen van de Scheiding tegen 1 juni accepteert. Zo niet, dan zullen de diplomatieke relaties worden beëindigd en mag de Duitse Bond Luxemburg militair innemen.
- Het Protocol nr. 24 van 21 mei 1831 doorbreekt de impasse. In ruil voor de instemming van België met de Grondslagen willen de mogendheden prins Leopold aanvaarden als koning en onderhandelingen over Luxemburg toestaan met Nederland.
- Het Protocol nr. 26 van 27 juni 1831 stelt de XVIII artikelen vast.
- Op 9 juli hecht het Nationaal Congres zijn goedkeuring aan de XVIII artikelen.
- Op 21 juli 1831 wordt Leopold I ingezworen.
- Op 2 augustus 1831 valt het Nederlandse leger België binnen.
- Het Protocol nr. 31 van 6 augustus 1831 stelt de voorwaarden om de Franse interventie in de Tiendaagse Veldtocht te beschouwen als in naam van de mogendheden en omkadert een mogelijke interventie van de Engelse vloot.
- Het Protocol nr. 39 van 3 september 1831 nodigt België en Nederland uit ontwerpverdragen over te maken.
- Op 8 september 1831 zegt Leopold in een brief aan koning Louis-Philippe toe dat vijf grensforten zullen worden ontmanteld.
- Het Protocol van 6 oktober 1831 verdeelt de staatsschuld en legt jaarlijks 8,4 miljoen gulden ten laste van België als rente.
- Het Protocol nr. 49 van 14 oktober 1831 stelt de XXIV-artikelen vast.
- Op 1 november stemt de Kamer in met de XXIV-artikelen en op 3 november de Senaat.
- Verdrag van 15 november 1831 ondertekend, behalve door Nederland.
- Fortenconventie van 14 december 1831
- Op 4 mei 1832 bekrachtigt Rusland als laatste mogendheid het Verdrag van 15 november 1831, dat Nederland nog steeds niet heeft ondertekend.
- Op 22 oktober 1832 beslissen Frankrijk en Engeland om Nederland economisch en militair aan te pakken. Er komt een handelsembargo en de citadel van Antwerpen wordt ingenomen (Belgische strijdkrachten moeten zich afzijdig houden).
- Franse en Engelse vloten blokkeren op 5 november 1832 de Nederlandse havens.
- Geheim verdrag van 9 maart 1833
- Op 21 mei 1833 sluiten Frankrijk, Groot-Brittannië en Nederland een voorlopige conventie die een einde maakt aan de blokkade.
- De Conferentie wordt op 24 augustus 1833 voor onbepaalde tijd verdaagd.
- Op 14 maart 1838 deelt Willem I mee aan Palmerston dat hij zijn volhardingspolitiek opgeeft en de XXIV-artikelen wil ondertekenen. Een voor België voordelige status quo loopt ten einde. Alles wordt in het werk gesteld om het territoriumverlies in Limburg en Luxemburg af te wenden of uit te stellen.
- De Conferentie wordt hernomen op 15 juli 1838.
- Het Protocol van 6 december 1838 stelt de finale vredesregeling vast. De territoriale bepalingen van de XXIV-artikelen worden integraal behouden. De Belgische schuldovername wordt herleid tot 5 miljoen gulden jaarrente en de achterstallen kwijtgescholden, maar op de Scheldevaart komt een tol van 1,5 fl. per ton.
- 23 januari 1839: de Conferentie verwerpt de Belgische voorstellen
- Op 1 februari 1839 geeft Willem I zijn goedkeuring aan de vredesvoorwaarden.
- Op 19 april 1839 ondertekenen alle partijen het Verdrag van Londen.

## Verdelingsplan
De vertegenwoordigers wezen het verdelingsplan van Talleyrand af, een Frans plan om België op te splitsen langs taallijnen. Het verdelingsplan was een van de vele ideeën voor de afscheiding van België. België werd daarbij door een aantal partijen enkel beschouwd als een "bufferstaat" tussen Frankrijk en andere Europese landen.

## Winnaars en verliezers
Fishman stelt dat de Londense Conferentie "een buitengewoon succesvolle conferentie" was, omdat deze "het institutionele raamwerk verschafte waarbinnen de leidende machten van die tijd de vrede van Europa konden veiligstellen". G. M. Trevelyan, een Britse historicus, verwoordde het vanuit een Brits standpunt: "een van van de voordeligste en moeilijkste kunstgrepen die ooit door onze diplomatie zijn bereikt". De Fransen hadden gehoopt België geheel of gedeeltelijk in te lijven, maar een onafhankelijk België en de acceptatie daarvan door de andere Europese grootmachten was ook een uitkomst die ze graag werkelijkheid zagen worden.
Daarentegen negeerden de geschiedkundigen van zowel België als Nederland gedurende lange tijd het belang van deze conferentie. Nederlandse historici zagen het als een dieptepunt in de negentiende eeuw, omdat het verlies van het zuidelijke territorium hun nationale trots had geschokt. Belgische historici beschouwden de uitkomst van deze conferentie niet als een overwinning, volgens Fishman, maar als een frustrerende vernedering. De Belgen verloren namelijk gebied in Luxemburg en Limburg, dat ze als onderdeel van België zagen. Het uitsluiten van deze gebieden in het verdrag was voorwaarde voor een akkoord van de Europese grootmachten van die tijd voor het ontstaan van België als natiestaat.

## Nasleep
Begin augustus 1914 viel Duitsland het neutrale België binnen en begon de Eerste Wereldoorlog. Het Verenigd Koninkrijk, dat die neutraliteit garandeerde op basis van het Verdrag van Londen van 1839, verklaarde Duitsland de oorlog. Rijkskanselier Theobald von Bethmann-Hollweg zei aan ambassadeur Goschen hoe verschrikkelijk hij het vond dat de Britten naar het strijdveld trokken "alleen voor een stukje papier". De Britse propaganda buitte zijn "scrap of paper" uit als een teken van Duitse minachting en arrogantie, hoewel er vooral teleurstelling uit sprak. Na de oorlog gaf de ex-kanselier toe dat de aanduiding ongepast was, maar hij bleef erbij dat de Belgische neutraliteit in het niets viel bij de wereldbrand die eruit voortvloeide.